# Толькмицко
Толькмицко (пол. Tolkmicko, нем. Tolkemit) — город в Польше, входит в Варминьско-Мазурское воеводство, Эльблонгский повят. Имеет статус городско-сельской гмины. Занимает площадь 2,29 км². Население — 2719 человек (на 2018 год).

## История
На территории Толькмицко издревле существовало поселение. Об этом свидетельствуют результаты раскопок, проводившихся в 1925 и 1926 году археологами Эрлихом и М.Эбертом. Они обнаружили здесь поселение в слоях раннего железного века (800—500/400 гг. до н. э.), затем культурный слой времен Великого переселения народов (V—VI века н. э.) и позднего прусского периода (XII—XIII века).
Поселение нем. Tolkemit получило уставную грамоту города на кульмском праве в 1296 году. Она была утрачена, поэтому в 1351 году привилегия была издана заново. Название места старопрусского происхождения, в получасе ходьбы к югу от города находился древнепрусский замок-убежище, который носил имя Tolkemita.
До 1466 года в Толькемите сидел лесничий Эльбингского комтурства. Город в XV веке передан Орденом в залог семье Байзен. По Второму Торуньскому миру — под польским сюзеренитетом. Толькемит был резиденцией старосты. С 1508 по 1569 принадлежал капитулу Вармии. В 1626—1660 годах занят шведами. Перешел вместе с Эльбингом в 1772 году к Пруссии.

## Памятники
В реестр охраняемых памятников Варминско-Мазурского воеводства входят:
- Городская планировка 1300 г. — XIX в.
- Костёл апостола Иакова XV в., 1900—1901
- Костёл польско-католический по улице Кривой, 3
- Кладбищенская часовня первой половины XVIII в.
- Башня — остатки защитных стен конца XIV в.
- Железнодорожный вокзал 1867 г.
- Дома 1870 г. по ул. Мельничной, 2, 4
- Дома 1890—1900 гг. по ул. Портовой, 5, 8
- Дом по улице Ягеллонской, 2
- Начальная школа № 1 начала XX в.

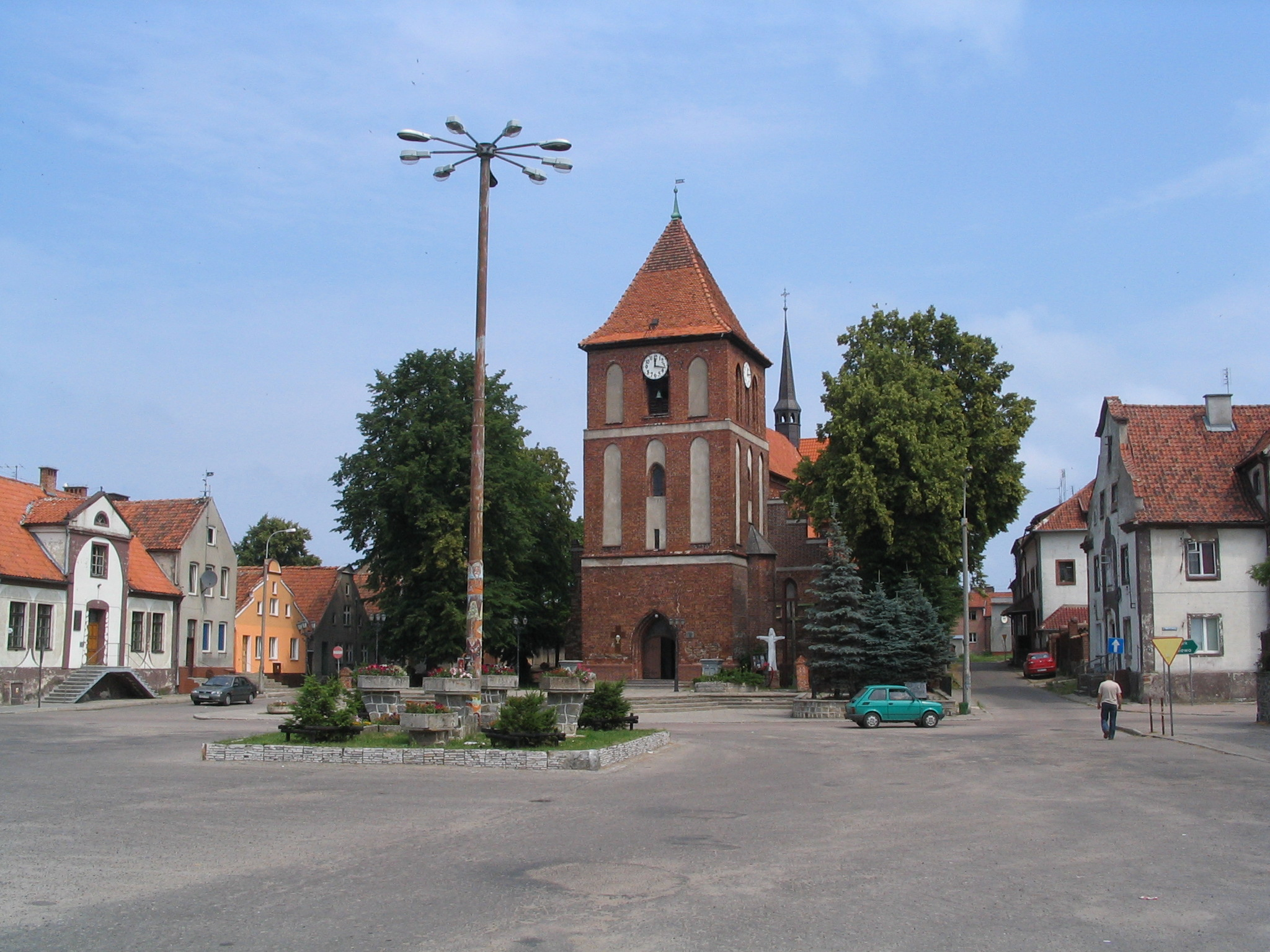
Stadtzentrum
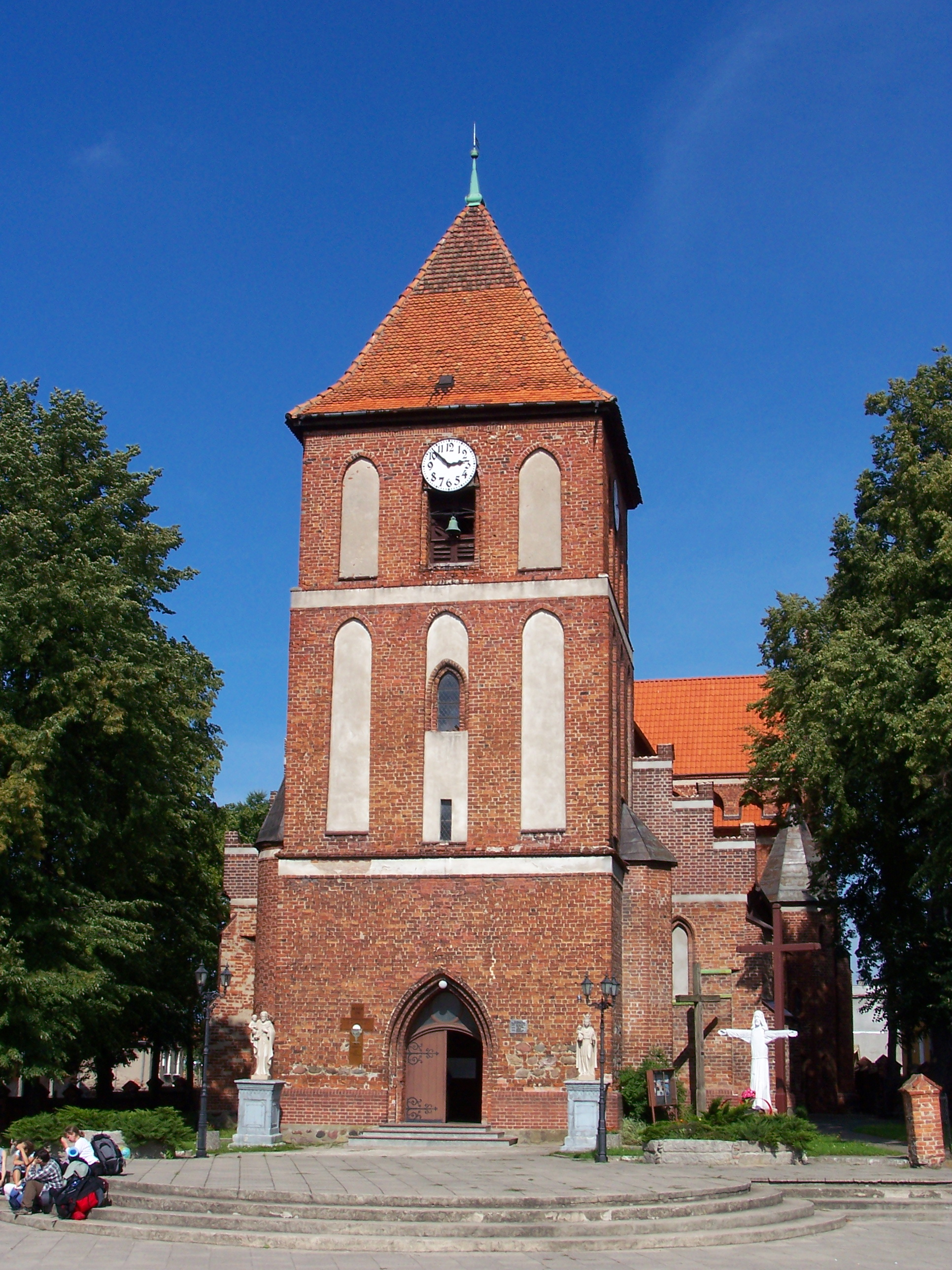
Gotische Pfarrkirche (14. Jahrhundert)
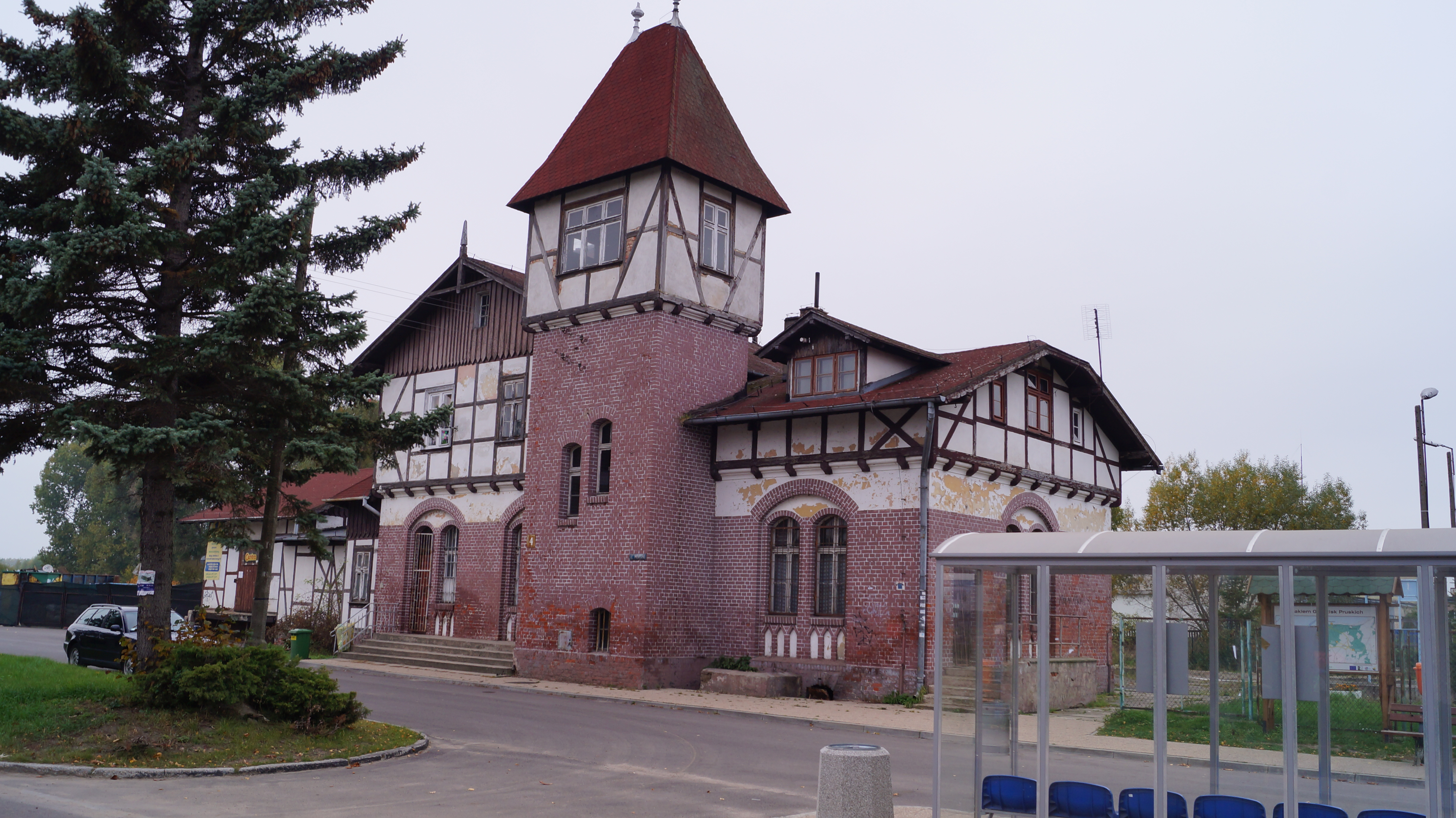
Bahnhofsgebäude
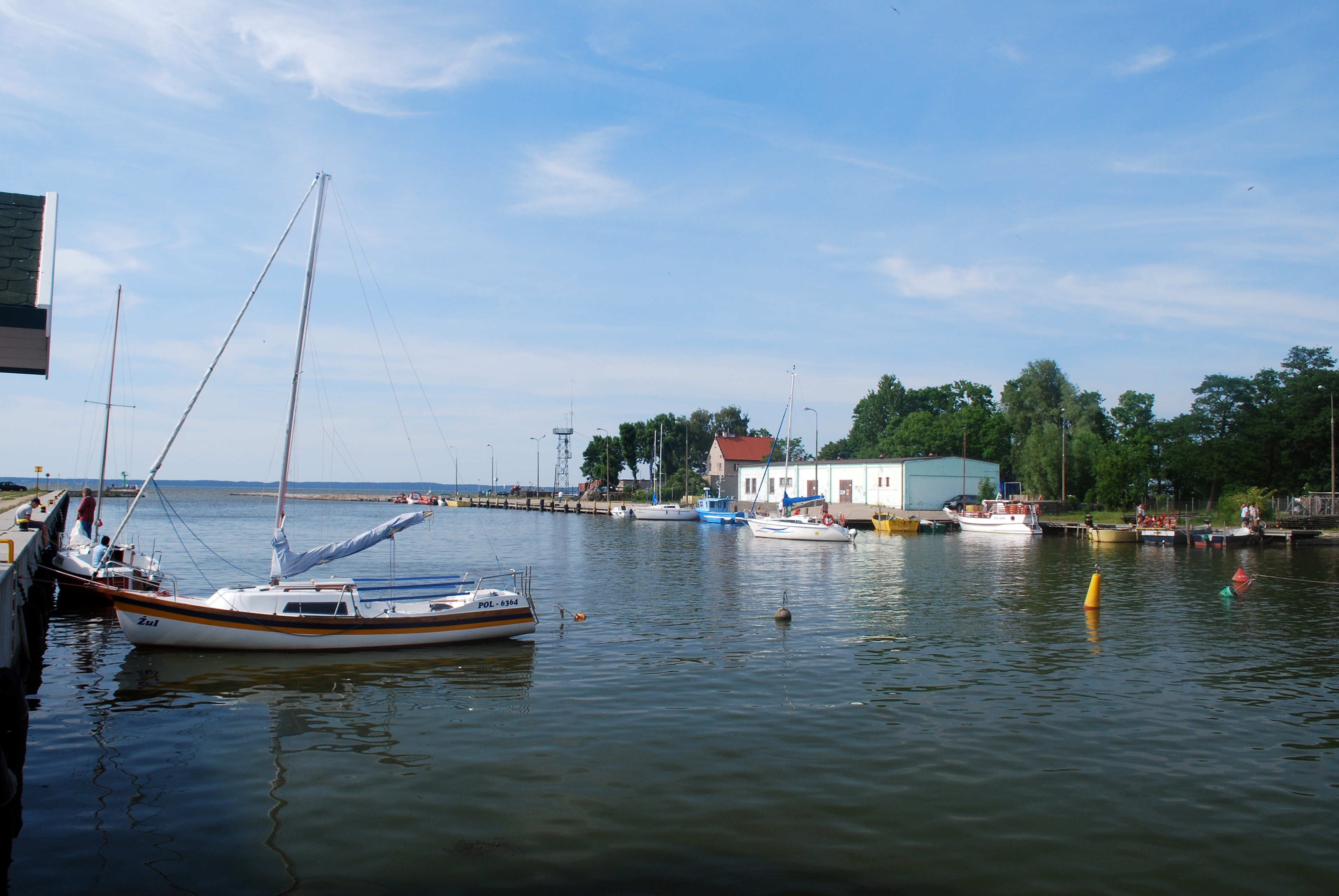
Hafen am Frischen Haff